# Schneckenrennen

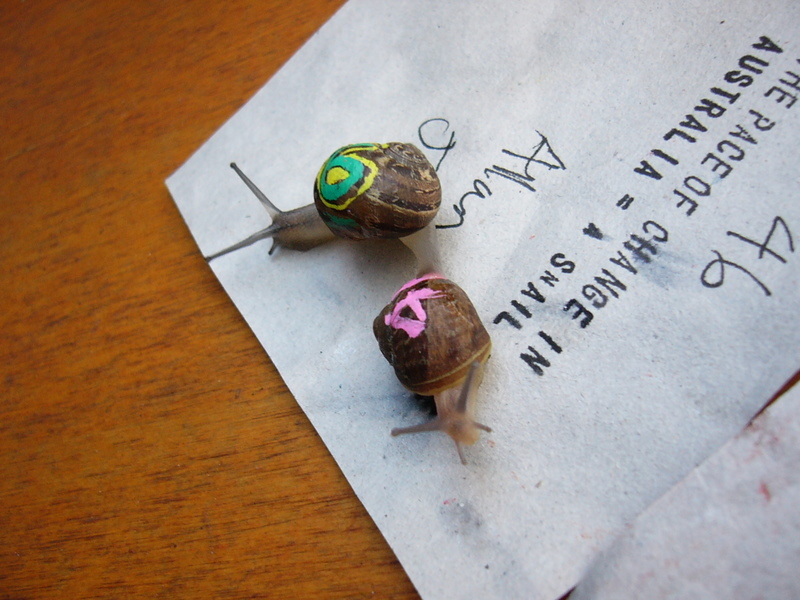
Nummerierte Rennschnecken

Ein Schneckenrennen ist ein zur Belustigung der Zuschauer abgehaltener Wettkampf, der vor allem Kinder anspricht. Es werden dabei mehrere Landschnecken eingesetzt; oft wird die Gefleckte Weinbergschnecke verwendet. Diejenige Schnecke gewinnt, die eine vorgegebene Distanz als erste zurückgelegt hat. Häufig werden die Schnecken in die Mitte eines Kreises gesetzt, um so in alle Richtungen kriechen zu können. Die meist gewählte, zu überwindende Entfernung liegt bei etwa 30 bis 50 Zentimetern, die bekannte Bestzeit bei einer 13-Inch-Strecke (33 cm) beträgt rund zwei Minuten. Als Startsignal hat sich das Kommando „Ready, Steady, Slow!“ etabliert. Auf die Schneckenhäuser werden zur Unterscheidung der Tiere Nummern geklebt oder gemalt. Die Verwendung von Knoblauchwasser an der Ziellinie soll Schnecken anlocken.
Der Ausdruck Schneckenrennen wird häufig auch als Synonym für langsam ablaufende Wettbewerbsprozesse genutzt.

## Wettbewerbe (Auswahl)
In verschiedenen Ländern gibt es regelmäßig ausgetragene Schneckenrennen. Der bekannteste Wettkampf findet seit 1960 im Sommer auf einem Cricketfeld im britischen Congham in Norfolk statt: das World Championship Snail Racing. Die dortigen Rennen, bei denen rund 200 Schnecken eingesetzt werden, finden überregionales Medieninteresse. Wie bei anderen Schneckenrennen in Großbritannien kann auch hier auf Wettkampfergebnisse gewettet werden. 1999 organisierte der Bierproduzent Guinness ein Schneckenrennen in London, die „Guinness Gastropod Championship“. Im Folgejahr thematisierte ein Guinnesswerbespot (Bet on Black, Teil der Kampagne Good things come to those who wait) ein überdimensioniertes Schneckenrennen. Der Spot gewann eine Silbermedaille beim Cannes Lions International Advertising Festival. Das „Grand Championship Snail Race“ wurde erstmals 1992 in der Ortschaft Snailwell in Cambridgeshire veranstaltet. Jeweils etwa Anfang Mai findet in Osenbach im Elsass ein Schneckenrennen statt. Im März wird im Bielefelder Stadtbezirk Dornberg das Dornberger Schneckenrennen organisiert. Der Schweizer Sänger Polo Hofer veranstaltete in seinem Garten in Bern Schneckenrennen.

## Sonstiges
- Der Reformpädagoge Célestin Freinet wurde 1920 von einem Schneckenrennen in seiner Klasse dazu angeregt, eine Druckmaschine für den Unterricht anzuschaffen.[12]
- Der Künstler Gerald Zahn präsentierte 2014 im Rahmen der „Kunstgastgeber“-Ausstellung der KÖR – Kunst im öffentlichen Raum unter Kurator Gerald Straub das Projekt „Snail Race/Schneckenrennen“, bei dem 15 nummerierte Schnecken in einem 1,5 Quadratmeter großen Sperrholzkasten lebten.[13]
- Das Schneckenrennen (Originaltitel: La course de l’escargot) ist eine französische Filmkomödie aus dem Jahr 1997.
- Schneckenrennen ist der Name eines Spieles aus dem Zoch Verlag (1987).
- Die US-amerikanische Zeichentrickserie SpongeBob Schwammkopf benannte die Episode Nr. 55/27 der dritten Staffel: Das große Schneckenrennen (The Great Snail Race).